# Nikolaici
Nikolaici (gr. Νικολαΐται lp. Νικολαΐτης) – chrześcijańska herezja gnostycka z I wieku głosząca nieskrępowaną swobodę obyczajów. Wspomniana w dwóch wersetach drugiego rozdziału Apokalipsy św. Jana, ostatniej  księgi Nowego Testamentu.
List do Kościoła w Efezie:

Ale masz tę [zaletę], że nienawidzisz czynów nikolaitów, których to czynów i ja nienawidzę. (Ap. 2,6)

List do Kościoła w Pergamonie:

Tak i ty także masz takich, co się trzymają podobnie nauki nikolaitów. (Ap. 2,15)

Zdaniem nikolaitów chrześcijanie nie musieli separować się od społeczeństwa pogańskiego i mogli zachowywać w życiu codziennym jego zwyczaje, jak nierząd czy uczestnictwo w ucztach ofiarnych, bez szkody dla swej duchowości.
Sekta powstała w 2 poł. I w.; według Euzebiusza z Cezarei „istniała przez krótki przeciąg czasu” (HE III 29, 1).
Jej nazwa pochodzi od imienia Mikołaja (gr. Νικόλαος), które jest z kolei greckim odpowiednikiem imienia Balaama. Jak się przypuszcza, twórcą sekty był jakiś nieznany dziś Mikołaj, który przez tychże heretyków lub późniejszych od nich uczonych zajmujących się herezjami, został błędnie utożsamiony z jednym z siedmiu diakonów wymienionych w Dziejach Apostolskich, mianowicie Mikołajem, prozelitą z Antiochii (Dz. 6, 5).
O tym, że sekta nikolaitów znana była na Wschodzie już pod koniec I w. świadczą przytoczone wyżej dwie wypowiedzi św. Jana Apostoła zawarte w Apokalipsie (2, 6. 15). Do nikolaitów odnoszone są czasem także wersy 14, 20 i 24 tego rozdziału, mówiące o Balaamie (symbolu złego doradcy), Izebel (uosobieniu bałwochwalstwa) oraz wiedzy o głębinach szatana. Jednak informacje te są dość skąpe i nie pozwalają na bliższe poznanie sekty, czy też na wskazanie jej pochodzenia.
Tradycja patrystyczna nie jest w tej kwestii jednoznaczna pomimo braku dowodów, aby za założyciela sekty uważać diakona Mikołaja (Dz 6, 5). Ireneusz z Lyonu (Adversus haereses I 26, 3; III 11, 1), Hipolit Rzymski (Refutatio omnium haeresium VII 36) i Epifaniusz z Salaminy (Panarion 25) utrzymują, że diakon Mikołaj był założycielem nikolaitów. Klemens Aleksandryjski (Stromateis II 118, 3; III 25, 6; 26, 1), Euzebiusz z Cezarei (HE III 29, 1) i Teodoret z Cyru (Haereticarum fabularum compendium III 1) uważają, że założyciel sekty i diakon Mikołaj z Dziejów Apostolskich to dwie różne osoby.